# Biritiba-Mirim
Biritiba-Mirim là một thành phố ở bang São Paulo, Brasil. Đây là một đô thị thành phần của vùng đô thị São Paulo. Dân số năm 2006 là 29.694 người, mật độ dân số là 93,67 người/km² với diện tích 317 km². Thành phố này được thành lập ngày 5 tháng 5 năm 1873
Thành phố này giáp các thành phố: Guararema về phía Bắc, Salesópolis về phía Đông, Bertioga về phía Nam, Mogi das Cruzes về phía tây và tây bắc. Theo điều tra dân số năm 2000, thành phố này có:
- Tổng dân số: 24.653
- Dân số đô thị: 20.778
- Dân số nông thôn: 3.875
- Nam giới: 12.501
- Nữ giới: 12.152
- Mật độ dân số: (người/km²): 77,82
- Tỷ lệ trẻ từ một tuổi trở xuống tử vong/1 triệu: 19,62
- Tuổi thọ bình quân: 69,33 năm
- Tỷ lệ sinh (con/bà mẹ): 2,41
- Tỷ lệ biết đọc biết viết: 86,71%
- Chỉ số phát triển con người: 0,750